# Cama de perdiu helvètica
La cama de perdiu helvètica (Chroogomphus helveticus) és un bolet del grup de les pampes, té la superfície del barret seca, de cotonosa a vellutada, fins i tot escatosa en temps sec, de color groc a taronja albercoc.

## Morfologia
Barret de fins a 7 cm de diàmetre, al principi hemisfèric, en madurar convex, plano-convex en exemplars molt vells; de color ocre pàl·lid amb tons ataronjats, a vegades violeta carmí o violaci rosat; superfície seca, de cotonosa a vellutada, de vegades esquerdada o escamosa.
Làmines lleugerament decurrents, mig espaiades, de color groc a taronja pàl·lid quan són joves, més tard grisenques degut al dipòsit esporal.
Cama majoritàriament cilíndrica, algun cop afusada i aprimada cal al peu; ocràcia amb tints taronges, a vegades amb violeta carmí o color violeta rosat; peu amb miceli rosat.
Tant la cama com el marge del barret poden mantenir restes de vel aracnoïde
Carn de color taronja a groc ataronjat, invariable quan s'exposa a l'aire; olor i gust no distintius.

## Hàbitat
Més aviat rar, tardoral, propi de l’estatge subalpí; exclusiu de boscos de coníferes, purs o mixtes; tant de pícees com d'avet.

## Gastronomia
Comestible; cal ser prudent per no confondre amb exemplars mortals de cortinaris vers, com Cortinarius speciosissimus.